# Saint-Martin-Vésubie
Saint-Martin-Vésubie (Occitaans: Sant Martin de Lantosca of Sant Martin de Vesubiá; Italiaans (verouderd): San Martino Lantosca) is een gemeente in het Franse departement Alpes-Maritimes (regio Provence-Alpes-Côte d'Azur). De plaats maakt deel uit van het arrondissement Nice. Saint-Martin-Vésubie telde op 1 januari 2022 1.379 inwoners.

## Geografie
De oppervlakte van Saint-Martin-Vésubie bedraagt 97,13 km², de bevolkingsdichtheid is 15 inwoners per km² (per 1 januari 2019).
De onderstaande kaart toont de ligging van Saint-Martin-Vésubie met de belangrijkste infrastructuur en aangrenzende gemeenten.

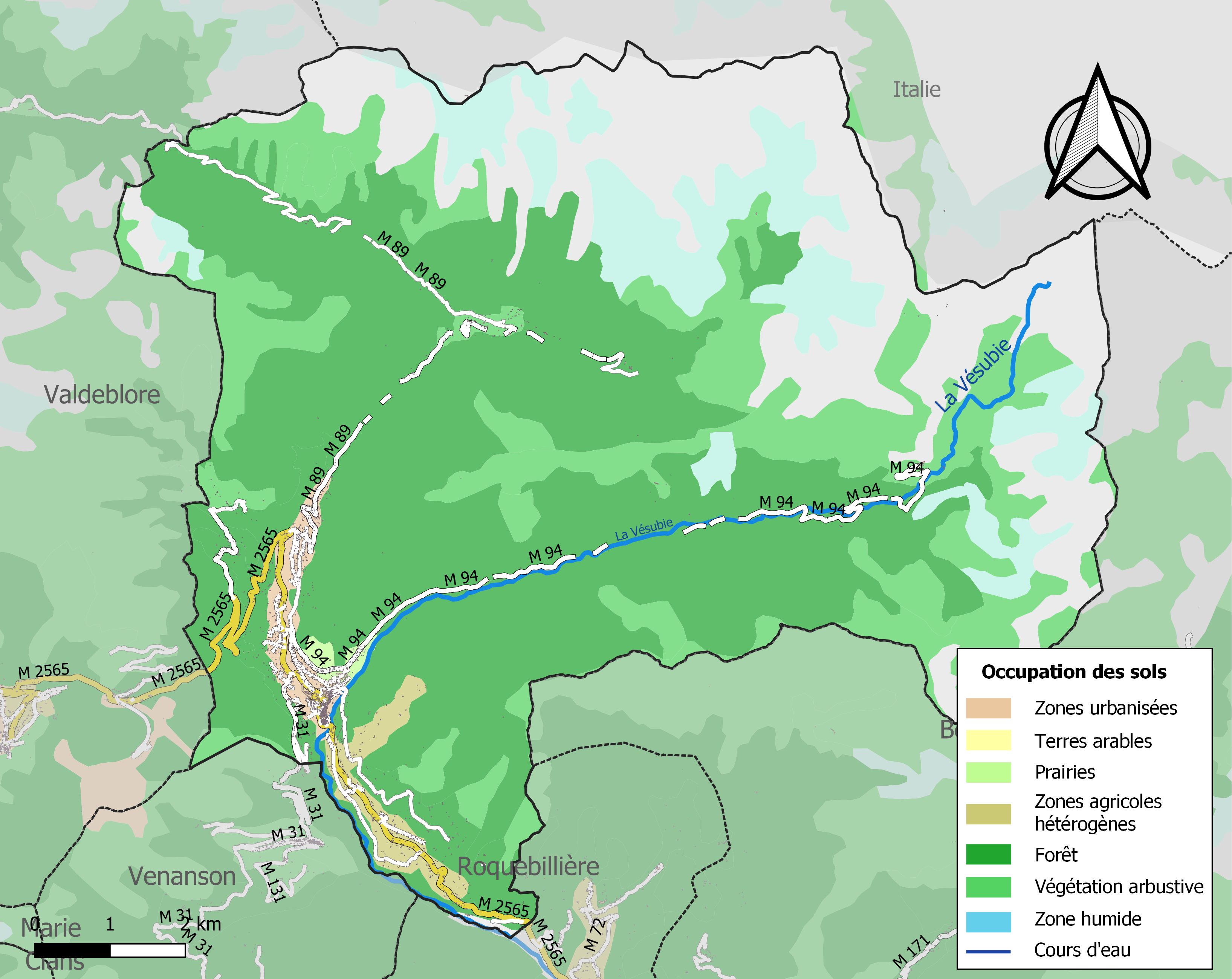

## Demografie
Onderstaande figuur toont het verloop van het inwonertal (bron: INSEE-tellingen).
Vanwege een beveiligingsprobleem met de MediaWiki Graph-software is het momenteel niet mogelijk deze grafiek weer te geven. Zodra de software is bijgewerkt zal de grafiek vanzelf weer zichtbaar worden.